# Gunnar Persson (konstnär)
Gunnar Persson, född 14 september 1908 i Stockholm, död 1975, var en svensk målare.
Han var son till Hans Anders Persson och hans hustru Kerstin och från 1938 gift med Lilly Funke. Persson studerade vid Gottfrid Larssons målarskola i Stockholm 1928-1931 och under studieresor till Italien, Frankrike, Spanien och Grekland. Tillsammans med Herbert Stenberg ställde han ut ett flertal gånger på Gummesons konsthall och separat ställde han bland annat ut på Färg och Form, Modern konst i hemmiljö och på Konstnärshuset. Han medverkade i samlingsutställningar med Dalarnas konstförening, Sveriges allmänna konstförening och Liljevalchs Stockholmssalonger. Hans konst består av målade gatumotiv från Paris, svenska landskap och blomsterstilleben. Persson är representerad vid Moderna museet i Stockholm, Gustav VI Adolfs samling, Kalmar konstmuseum och Östersunds museum.